# Dark Side of the Rainbow
Dark Side of the Rainbow també coneguda com (Dark Side of Oz o Wizard of Floyd) és el resultat de mirar la pel·lícula El Màgic d'Oz, (The Wizard of Oz) (1939), amb el disc de Pink Floyd, Dark Side of the Moon (1973) com a banda sonora. El títol és el resultat d'ajuntar el nom del disc amb el títol de la cançó Over the Rainbow que apareix al film.

## On the Run
Qui va ser el primer a associar aquestes dues obres no és del tot clar, però l'agost de 1995 apareix la primera menció impresa a Fort Wayne Journal Gazete on es publica un article en el qual Charles Savage explica com s'ha de sincronitzar la pel·lícula amb el disc i on es mencionen moments en el film que coincideixen amb la música. El 1997 les cadenes de ràdio estatunidenques WZLX-FM a Bòston i WNEW-FM a Nova York comenten el fet i reben una gran quantitat de trucades dels seus oients. A partir d'aquí el rumor s'escampa ràpidament i es creen noves pàgines Web relacionades amb el tema, on s'intenta catalogar i explicar el gran nombre de coincidències. Al mateix temps la premsa escrita també se'n fa ressò i apareixen més reportatges en diverses revistes Americanes i fins i tot l'MTV News i dedica un butlletí especial amb imatges del film i la música de Pink Floyd. El Juliol de l'any 2000 la cadena de televisió Turner Classic Movies va emetre una versió d'El Màgic d'Oz amb l'opció de ser vista amb la música de Dark Side of the Moon com a banda sonora.

## Wizard of Oz o Brain Damage
Hi ha qui creu que Dark Side of the Rainbow pot ser un cas de sincronicitat. Un concepte creat pel psicòleg Carl Jung que ell mateix va descriure com "coincidència temporal de fenòmens no relacionats casualment". Posat d'una altra manera "és un patró de connexió que no pot ésser explicat directament per la causalitat".
Les més d'un centenar de coincidències que es produeixen entre la música i el film, és una de les raons de pes que donen els defensors de les teories a favor de ser un fet premeditat. Si la pel·lícula i el disc se sincronitzen correctament es produeixen moments en què les imatges i la "nova" banda sonora es corresponen. En altres casos hi ha cançons que comencen i acaben a temps amb el que succeeix a la pel·lícula, com és el cas del tema  The Great Gig in the Sky i l'escena dels tornados. La cara A del disc dura el mateix que la part del film en blanc i negre i quan la pel·lícula canvia de blanc i negre a color coincideix amb el començament del tema Money. Potser fent referència al fet que gravar en Technicolor resultava molt car l'any 1939. També es pot veure els nans de Munchkinland ballant al ritme de la cançó Us and Them. En una altra escena es pot observar L'espantaocells sense cervell movent-se al ritme de Brain Damage. Alguns dels efectes sonors que apareixen al disc coincideixen amb les imatges del film. És el cas de l'Home de llauna quan explica que ell no té cor, Dorothy s'acosta a ell per escoltar si és veritat, en aquest moment es poden sentir batecs de cor. O el so de campanes i rellotges de Time acompanyant a Miss Gulch en la seva bicicleta. Les lletres de les cançons i la temàtica del disc donen un nou significat a la pel·lícula.
La portada de l'àlbum Dark Side of the Moon mostra un raig de llum travessant un prisma i apareixent com Arc de Sant Martí a l'altre costat. Hi ha qui creu que és una referència clara a la cançó Over the Reinbow (sobre l'arc de sant Martí) que forma part important de la pel·lícula. A la portada del disc Echoes: The Best of Pink Floyd (2001) es pot veure una noia amb sabates de robí (¿Dorothy?), una bicicleta amb cistella, (com la que apareix al film), i una destral. Alguns fans creuen que aquests símbols apareixen de forma premeditada.
Pink Floyd i el director de cinema Adrian Maben van treballar junts en la pel·lícula Live at Pompeii (1972). Un film en el qual Pink Floyd interpreta alguns dels seus propis temes en directe i que va ser enregistrat al vell amfiteatre de Pompeia (Itàlia). En la segona edició/versió del film, que aparegué l'any 1974, hi ha escenes de les sessions de gradació del disc Dark Side of the Moon i entrevistes amb els membres del grup a la cafeteria dels estudis d'EMI a Abbey Road (Londres). I per descomptat Pink Floyd va fer una pel·lícula l'any 1982 del seu disc The Wall (1979).Per tant, s'argumenta que el grup tenia experiència component música per a film.
Els detractors, argumenten que s'ignoren moments en els quals la música i el film no coincideixen, que es prefereix centrar l'atenció en les petites coincidències i ignorar el gran nombre de disparitats. S'argumenta que la ment humana tendeix a buscar patrons per donar explicació a fets que en principi no en tenen. Un fet que en psicologia es coneix com a apofènia.
També s'argumenta que El màgic d'Oz és una pel·lícula de temàtica universal. Amb una realització molt bona. Els actors fan un gran treball interpretatiu i, com si fos cinema mut, és una pel·lícula que es pot entendre sense escoltar els diàlegs. En el mateix context. El tempo de les cançons de Dark Side of the Moon, la quantitat de passatges instrumentals i la temàtica de les lletres, que sembla que flueixi de cançó a cançó, fan d'aquest disc un candidat ideal com a banda sonora.
Una altra teoria que s'ha fet servir, per explicar el fet, és l'ús de narcòtics, i de com aquests afecten la percepció.

## Speak to me
David Gilmour, Nick Mason i Richard Wright, membres del grup musical Pink Floyd, han repetit en nombroses ocasions que és tot una coincidència, i neguen qualsevol intencionalitat. Roger Waters no ha volgut pronunciar-se mai sobre l'afer.
David Gilmour:
" Algun paio amb massa temps lliure a les mans va tenir la idea d'ajuntar  El Màgic d'Oz i Dark Side of the Moon ".

Richard Wright :
Jura "Per la seva família" que el grup mai intentés fer quelcom d'aquestes característiques.

Nick Mason :
" És tot una ximpleria, (el disc) no té res a veure amb El Màgic d'Oz, és basat amb The sound of music " (pel·lícula que aquí es coneix com a Somriures i llàgrimes).

"Jo no ho he provat. Espero que algú ho faci quan jo hi sigui present, a mi no m'interessa gens. Et puc assegurar que nosaltres no vàrem treballar amb el film quan treballàvem en la cançó. Quines ganes de complicar-se la vida".

Alan Parsons,productor del disc:
" Va ser un paio d'una ràdio Americana qui m'ho va comentar. És una ximpleria, un munt de rucades. Ho vaig provar ara fa un parell d'anys. Un dels nens de la meva xicota tenia una còpia de la pel·lícula i vaig pensar, he de veure de què es tracta això. Em va decebre. L'únic que vaig notar va ser la frase "Balanced on the biggest wave" que apareix quan Dorothy camina de puntetes per sobre unes tanques. El que la majoria de tècnics d'àudio et diran és que el rang de derivació entre l'àudio i el vídeo és molt gran. Pot ser de fins a vint segons cap a la fi del disc. I de totes maneres, si poses qualsevol disc amb el so de la tele abaixat, trobaràs coses que funcionen".

" Simplement no hi havia els aparells per fer-ho. No teníem possibilitat de mirar cintes de vídeo a l'estudi (de gravació). No crec que VHS s'hagués inventat l'any 1973. Ho entens?".

Bruce Kirkland Cap de la companyia EMI-Capitol:
“ Aquestes coses succeïen de manera natural, des de baix, però nosaltres ho alimentem.... ¿Per què no? No fem mal a ningú, no és explotació, i ningú es mor. És simple diversió. Endavant! Fem-ho!”. EMI-Capitol va admetre tenir treballs per satisfer la demanda de còpies del disc quan es van donar a conèixer els rumors.

## Eclipse
La fama de Dark Side of the Rainbow ha creat altres mites, hi han aparegut més casos de sincronicitat entre pel·lícules i àlbums famosos.
El més famós de tots torna a mencionar el grup Pink Floyd, però aquesta vegada, la pel·lícula és més moderna. El rumor que va començar a la dècada dels 90 i assegura que es produeix sincronicitat entre el capítol "Júpiter i més enllà de l'infinit" de la pel·lícula 2001: una odissea de l'espai (1968) i el tema Echoes que forma part de l'àlbum Meddle (1971). Les relacions són estructurals i no pas de contingut. Tant la cançó com el capítol tenen una llargada de 23 minuts, aproximadament. El director Stanley Kubrick va demanar a Pink Floyd fer la banda sonora de la pel·lícula. Roger Waters lamenta no acceptar l'oferta.

Un altre mite relaciona Pink Floyd i l'àlbum The Wall (1979), amb diferents pel·lícules, com WALL·E (2008), un film de Pixar Animation Studios, o amb Alícia al país de les meravelles (1951), el clàssic de Walt Disney.
Fins i tot hi ha qui relaciona Sgt. Pepper's Lonely Hearts Club Band (1967), amb Mary Poppins (1964).
<>

## Clap your heels together three times, Dorothy
Per sincronitzar la pel·lícula amb Dark Side of the Moon s'ha de començar el disc quan el famós lleó de la Metro-Goldwyn-Mayer, que apareix al principi de la pel·lícula, rugeix per tercera vegada. Per estar-ne del tot segurs s'ha d'observar que el crèdit del Productor Marvin LeRoy aparegui just al moment que es produeix la transició entre les cançons Speak to me i Breathe. Evidentment, s'ha de treure el so de la pel·lícula. Hi ha discrepàncies amb els rugits, ja que, alguns llocs es diu que és el segon rugit, o fins i tot el primer. El que sí que sembla coincidir tothom és amb el crèdit de Marvin LeRoy, que és l'últim dels crèdits, i el canvi de cançó.
Si s'utilitza un disc compacte, es pot posar en mode Repetir, així el disc, que dura 42min 59seg, sonara dues vegades i mitiga durant la pel·lícula, que dura 103min. Curiosament es produeixen coincidències al llarg de tota la pel·lícula.
Quelcom que avui dia és molt fàcil de comprovar, gràcies als DVD, els CD i el Comandament a distància. L'any 1974 hauria estat d'una dificultat enorme.

## Follow The Yellow Brick Road
Llista d'algunes de les coincidències que es produeixen. Tot i que, potser el més divertit és intentar descobrir-les un mateix. Les lletres en angles corresponen a les lletres de l'àlbum Dark Side of the Moon:
- "...leave, but don't leave me..." la tia Em sembla que digui a Dorothy.
- "...look around..." i Dorothy es gira.
- "...all you touch..." Dorothy agafa a un granger pel braç.
- "...don't sit down..." Dorothy no només no s'asseu, sinó que puja a les tanques de les porqueres.
- "...balanced on the biggest wave..." Dorothy fa malabarismes per sobre les tanques.
- Quan Dorothy cau de les tanques comença el tema On the Run i tothom comença a córrer.
- La tia Em arriba i comença a esbroncar tothom, coincideix amb les veus de megafonia que apareixen al disc.
- Les orelles de Totto s'aixequen quan sona l'explosió al final del tema On the Run.
- El so de campanes i rellotges al principi de Time comencen amb l'aparició de la Miss Gulch, que va en bicicleta,

i tot s'acaba just quan ella desmunta.
- Quan el primer acord de Time sona la seqüència canvia.
- Dorothy i la resta de personatges semblen reaccionar amb la música.
- "...Kicking around on a piece of ground in your home town..." moments abans de veure Totto escapares d'una cistella.
- "...Waiting for someone or something to show you the way..." en el moment que Totto entra per la finestra.
- "...no one told you when to run..." Dorothy s'escapa de cassa.
- Solo de guitarra comença amb el canvi d'escena.
- "...hanging on in quiet desperation..." Dorothy s'escolta tot el que li diu la bola de vidre.
- Efectes sonors estranys quan s'acosten els tornados.
- Veu en off diu "...I'm no frightened of dying..." quan s'acosten els Tornados.
- Clare Torry's solo vocal a The Great Gig in the Sky coincideix amb les imatges.

### Color
- Quan Dorothy obre la porta de casa comencen els cataclings del tema Money.
- Fer pel·lícules en Technicolor era molt car l'any 1939.
- "...get back..." Els Munchkins s'amagen.
- El solo de guitarra coincideix amb els Munchkins ballant.
- "...Share it, fairly..." Els Munchkins donen unes flors a Dorothy.
- El principi de Us and Them coincideix amb l'alcalde ensenyant un certificat de defunció.
- Veu en off "... I don't know, I was really drunk at the time..." Coincideix amb l'alcalde de Munchkinland fen un discurs.
- "...Us, us, us..." Un grup de ballarines entra en escena.
- Les ganyotes d'un Marrec estan en sincronia amb la musica.
- "...Black, black, black..." I apareix la Bruixa de L'est.
- "...Blue, blue, blue..." I apareix Dorothy, amb un vestit blau.
- "...And who knows, which is which, and who is who..." apareixen imatges de les dues bruixes.
- "...Up, up, up..." surt gent pujant escales.
- "...Down, down, down..." surt gent baixant escales.
- "...And round, and round, and round..." els peus de Dorothy donen voltes.
- "...Haven't you heard, is a battle of words..." Glinda xiuxiuege quelcom a l'orella de Dorothy.
- "...Out, out, out..." I Glinda desapareix en una bombolla.
- "...Out of the way it's a busy day! I've got thinks on my mind..." Mentre Dorothy creua un grup de Munchkins i segueix el seu camí.
- El començament de Any Colour you Like coincideix amb un canvi d'escena.
- L'espantaocells balla al ritme de Brain Damage.
- "...and if the cloud burst, thunder in your ears." Els arbres comencen a cridar a Dorothy.
- "...all that you touch..." Dorothy toca l'Home de llauna.
- "...all that you see..." Dorothy veu una bomba d'oli.
- Quan l'Home de llauna diu que no té cor, Dorothy s'acosta per comprovar-ho, sonen els batecs de cor al final del disc.

### Sona el disc por segona vegada
- Segueix l'escena amb els batecs de cor de l'Home de llauna.
- L'Home de Llauna balla al ritme de la Guitarra de David Gilmour.
- "...And high you fly..." La Bruixa de L'est apareix, s'obre una teulada, amenaçadora.
- "...Run!,Rabbit Run!..." La Bruixa de L'est llença una bola de foc a L'espantaocells.
- Una rialla esgarrifosa fa saltar Dorothy, L'espantaocells i l'Home de Llauna.
- El Lleó Covard riu, i sona una rialla. (Això sembla succeir més d'una vegada al llarg del film).
- "...And there is time to kill today..." Els protagonistes saturen a un camp de flors enverinades.
- "...Shorter of breath and one day closer to Death..." Dorothy i El Lleó covard cauen adormits.
- Els petits crits de Claire Torry a Time donen un aire dramàtic a l'escena mentre L'espantaocells intenta despertar els seus amics.
- "...Home, home again..." Mentre Dorothy es desperta.
- "...Far away across the field..." La Ciutat Maragda apareix a l'horitzó.
- "...The tolling of the iron bell..." Els Quatre Magnífics busquen amb la mirada com si haguessin sentit campanades....
- Un altre gran actuació de Claire Torry a ritme amb l'atac de les Mones Voladores.
- Tot acaba amb la Bruixa de L'est escrivint al cel "Surrender Dorothy "
- Comença Money.
- "...I'm in the the hi-fidelity first class.." El Lleó balla una mica fatxenda. (Quelcom que es repeteix al llarg de la cançó).
- Els Quatre Magnífics entren al temple del Màgic d'Oz.Us and Them comença.
- "...And after all we're ordinary men..." Els Quatre Magnífics semblen impressionats pel Màgic.
- "...Blue, blue, blue..." Apareixen fums blaus.
- "...God only knows..." L'Espantaocells s'agenolla.
- "...Round, and round, and round..." Apareix un cartell dient If I were you I'd turn back.
- "...Lisent son, said the man with a gun..." L'Espantaocells té una pistola.
- "...Out of the way it's a busy day! I've got thinks on my mind..." La Bruixa de L'est diu a Dorothy que surti del mig.
- "...Got to keep the loonies on the path..." Coincideix amb els Winkies caminant cap al castell.
- El ritme de la bateria acompanya els cops de destral de l'home de Llauna.

### Tercera i última
- "...And tears you cry..." Dorothy té els ulls amarats de llàgrimes.
- El Màgic senyala i se sent una explosió.
- "...Ticking away the moments that make up the dull day..." Glinda apareix en una bombolla.
- "...to come up behind you again..." Glinda és darrere de Dorothy.
- "...The time is gone the song is over..." Dorothy es acomiada.
- "...Home, home again..." Dorothy es desperta a casa.
- Els crèdits de la pel·lícula apareixen acompanyats de la gran veu de Claire Torry.